# Celina Meißner
Celina Eileen Meißner (* 19. August 1998 in Bad Oldesloe) ist eine deutsche Handballspielerin.

## Karriere

### Im Verein
Celina Meißner begann das Handballspielen im Jahre 2002 beim TSV Bargteheide. In der Saison 2011/12 hütete sie das Tor der C-Jugend vom GHG Hahnheide und wechselte daraufhin zum VfL Bad Schwartau. Mit dem VfL Bad Schwartau gewann sie 2013 die Meisterschaft in der Oberliga Hamburg – Schleswig-Holstein und nahm 2016 am Final-Four-Turnier um die deutsche A-Jugendmeisterschaft teil.
Meißner lief ab 2014 per Zweitspielrecht für den Drittligisten SV Henstedt-Ulzburg auf. Im Sommer 2016 schloss sich die Torhüterin der SG BBM Bietigheim an, bei der sie für die 2. Mannschaft in der 3. Liga auflief. In der Saison 2017/18 lief sie zusätzlich per Förderlizenz für den Zweitligisten TG Nürtingen auf. Im Sommer 2018 wechselte sie zum Bundesligisten TV Nellingen. Seit der Saison 2019/20 spielt sie für den VfL Waiblingen. Mit Waiblingen stieg sie 2022 in die Bundesliga auf. Ein Jahr später trat sie mit Waiblingen den Gang in die Zweitklassigkeit an. Im Sommer 2024 wechselte sie zum Erstligaaufsteiger Frisch Auf Göppingen.

### In Auswahlmannschaften
Meißner gab im August 2014 beim Aygo Lambeng Girls-Cup in Schmelz ihr Länderspieldebüt für die deutsche Jugend-Nationalmannschaft. Im darauffolgenden Jahr nahm sie mit der DHB-Auswahl an der U-17-Europameisterschaft teil und belegte dort den neunten Platz. Weiterhin nahm sie 2016 an der U-18-Weltmeisterschaft teil.